# アダマス 失われたダイヤ
『アダマス 失われたダイヤ』（韓国語：아다마스）は韓国のテレビドラマである。tvNの「水木ドラマ」枠で2022年7月27日から9月15日まで放送された。

## あらすじ
継父を殺したという実父の汚名をそそぐため、真犯人を探す兄と、殺害の証拠である“アダマス”を探す弟による、双子の兄弟の真実を追う物語を描く。
主演のチソンは双子の兄弟を一人二役で演じている。

## 出演

### 主要人物
- ハ・ウシン/ソン・スヒョン：チソン[4]（平川大輔）
- ウン・ヘス：ソ・ジヘ（園崎未恵）
- キム・ソヒ：イ・スギョン[5]（古谷佳乃）
- チェ・チョングァル：ホ・ソンテ（竹田雅則）
- イチーム長：オ・デファン（関口雄吾）
- クォン・ミンジョ：アン・ボヒョン[6]

### その他の人物
- クォン会長：イ・ギョンヨン（高瀬右光）
- クォン・ヒョンジョ：ソ・ヒョヌ（國分和人）
- クォン執事：ファン・ジョンミン（小宮和枝）

※括弧内は日本語吹替。